# (73429) 2002 LY47
(73429) 2002 LY47 – planetoida z pasa głównego asteroid okrążająca Słońce w ciągu 5,78 lat w średniej odległości 3,22 j.a. Odkryta 13 czerwca 2002 roku.